# العلاقات الطاجيكستانية الكوستاريكية
العلاقات الطاجيكستانية الكوستاريكية هي العلاقات الثنائية التي تجمع بين طاجيكستان وكوستاريكا.

## مقارنة بين البلدين
هذه مقارنة عامة ومرجعية للدولتين:
| وجه المقارنة                                              | طاجيكستان                          | كوستاريكا                                 |
| --------------------------------------------------------- | ---------------------------------- | ----------------------------------------- |
| المساحة (كم2)                                             | 143.10 ألف                         | 51.10 ألف                                 |
| عدد السكان (نسمة)                                         | 8.92 مليون                         | 4.91 مليون                                |
| الكثافة السكانية (ن./كم²)                                 | 62.33                              | 96.09                                     |
| العاصمة                                                   | دوشنبه                             | سان خوسيه                                 |
| اللغة الرسمية                                             | اللغة الطاجيكية                    | اللغة الإسبانية                           |
| العملة                                                    | ساماني طاجيكي، الروبل الطاجيكستاني | كولون كوستاريكي                           |
| الناتج المحلي الإجمالي (بليون دولار)                      | 7.15 مليار                         | 57.06 مليار                               |
| الناتج المحلي الإجمالي (تعادل القوة الشرائية) بليون دولار | 24.03 مليار                        | 74.98 مليار                               |
| الناتج المحلي الإجمالي الاسمي للفرد دولار أمريكي          | 925                                | 11.26 ألف                                 |
| الناتج المحلي الإجمالي للفرد دولار أمريكي                 | 2.69 ألف                           | 14.92 ألف                                 |
| مؤشر التنمية البشرية                                      | 0.624                              | 0.766                                     |
| رمز المكالمات الدولي                                      | +992                               | +506                                      |
| رمز الإنترنت                                              | .tj                                | .cr، قائمة نطاقات المستوى الأعلى للإنترنت |
| المنطقة الزمنية                                           | ت ع م+05:00                        | 00                                        |

## منظمات دولية مشتركة
يشترك البلدان في عضوية مجموعة من المنظمات الدولية، منها:
| علم المنظمة | اسم المنظمة                        | تاريخ انضمام طاجيكستان | تاريخ انضمام كوستاريكا |
| ----------- | ---------------------------------- | ---------------------- | ---------------------- |
|             | مؤسسة التنمية الدولية              | 4 يونيو 1993           | 30 يونيو 1961          |
|             | مؤسسة التمويل الدولية              | 2 ديسمبر 1994          | 20 يوليو 1956          |
|             | منظمة حظر الأسلحة الكيميائية       | ?                      | ?                      |
|             | الأمم المتحدة                      | 2 مارس 1992            | 2 نوفمبر 1945          |
|             | الاتحاد الدولي للاتصالات           | 28 أبريل 1994          | 13 سبتمبر 1932         |
|             | منظمة الشرطة الجنائية الدولية      | ?                      | ?                      |
|             | البنك الدولي للإنشاء والتعمير      | 4 يونيو 1993           | 8 يناير 1946           |
|             | الاتحاد البريدي العالمي            | ?                      | ?                      |
|             | وكالة ضمان الاستثمار متعدد الأطراف | 9 ديسمبر 2002          | 8 فبراير 1994          |
|             | يونسكو                             | 6 أبريل 1993           | 19 مايو 1950           |
|             | الفريق المعني برصد الأرض           | ?                      | ?                      |

## وصلات خارجية
- موقع وزارة الخارجية الكوستاريكية